# Nejc Pečnik
Nejc Pečnik (Dravograd, 3 gennaio 1986) è un calciatore sloveno, centrocampista o attaccante dell'ASC St. Paul.

## Palmarès

### Club
- Coppa di Slovenia: 1

Celje: 2004-2005
- Campionato serbo: 1

Stella Rossa: 2013-2014